# Torps distrikt, Dalsland
Torps distrikt är ett distrikt i Färgelanda kommun och Västra Götalands län. 
Distriktet ligger söder om Färgelanda. 

## Tidigare administrativ tillhörighet
Distriktet inrättades 2016 och utgörs av socknen Torp i Färgelanda kommun
Området motsvarar den omfattning Torps församling hade vid årsskiftet 1999/2000.